# أبا أهيمير
أبا أهيمير (بالعبرية: אב"א אחימאיר‏) Abba Ahimeir 1897 – 1962 صحفي وكاتب ومؤرخ يهودي. يعتبر أحد منظري الحركة الصهيونية التصحيحية. واحد مؤسسي الفصيل الفاشي المتطرف في الحركة الصهيونية التصحيحية.
اسمه الأصلي أبا شاؤول جيزينوفيتش، وولد في بابريوسك في الإمبراطورية الروسية (وتقع حاليا في روسيا البيضاء). عاد إلى فلسطين بعد غياب عشر سنوات كان خلالها قد أتمَ دراسته للفلسفة في فيينا وليغ، وحصل على الدكتوراه عن أطروحة أعدّها حول كتاب أوسفالد شبينغلر «انحطاط الغرب».
هاجر إلى فلسطين تحت الانتداب البريطاني عام 1924، وكان من أنصار المقاومة ضد سلطات الانتداب. وفي عام 1930 أسس حركة التصحيح المتطرفة الفاشية داخل الحركة الصهيونية التصحيحية. كان من أشد النتقدين لاتفاقية هافارا وكبير مفاوضيها حاييم أرلوزروف. ألقي القبض عليه في عام 1935 وسجن، بتهمة تكوين منظمة سرية غير قانونية وهي «بريت هابريونيم»، ووجهت له تهمة التآمر لاغتيال أرلوزروف، وهي التهمة التي بقيت ملازمة له بقية حياته.
ومن بين زعماء الصهيونية كانت أفكار أهيمير الأقرب إلى الفاشية. فقد كان فصيل بريت هيربيونيم الفصيل الصهيوني الوحيد الذي استوفي أفكاره من العقيدة الفاشية الإيطالية، بما فيها إعلاء سيادة العرق ومبدأ الزعامة والثورة الدموية والكراهية لليسار. وكانت لأفكار أهيمير التأثير العميق على منظمات صهيونية أخرى منها إرجون وشتيرن.